# 胞果
胞果，亦称囊果，和瘦果類似，是單果類乾果中的一種閉果，有一枚种子，其成熟果實的果皮發育成薄膜狀，乾燥且不開裂，果皮與種皮分離。如藜、滨藜、地肤的果实。